# Tigridia purruchucana
Tigridia purruchucana är en irisväxtart som först beskrevs av Herb., och fick sitt nu gällande namn av Pierfelice Ravenna. Tigridia purruchucana ingår i släktet Tigridia och familjen irisväxter. Inga underarter finns listade i Catalogue of Life.